# Кочно-об-Ложниці
Кочно-об-Ложниці (словен. Kočno ob Ložnici) — поселення в общині Словенська Бистриця, Подравський регіон‎, Словенія.